# الیکایی کوهی
الیکایی کوهی (نام علمی: Troglodytes solstitialis) نام یک گونه از سرده الیکایی‌های غارنشین است.